# Kvina
Kvina je řeka protékající norským krajem Agder. Pramení v pohoří Setesdalsheiene v nadmořské výšce 1418 metrů a vlévá se do mořského zálivu Fedafjorden nedaleko Liknesu. Je dlouhá 151 km a její povodí má rozlohu 1445 km², průtok má 32 m³/s. Největším přítokem je Litleåna. Podle řeky je pojmenována obec Kvinesdal
Řeka je známá bohatstvím ryb, v roce 2014 se zde vylovilo 1,02 tun lososů. Je také využívána k výrobě elektrické energie, firma Sira-Kvina Kraftselskap provozuje na řekách Kvina a Sira sedm hydroelektráren.